# Эсмеральда Ветровоск
Эсмеральда Ветровоск (в некоторых переводах Буревей), более известная как матушка Ветровоск (англ. Esmerelda "Granny" Weatherwax) — персонаж Терри Пратчетта из цикла Плоский Мир. Ведьма с железным характером и безупречным самоконтролем, одна из трёх ланкрских ведьм.

## Биография и характер
Ветровоск — фамилия, широко распространённая в Овцепикских горах. Многие представители этого семейства имеют способности к магии. Из этой семьи произошли, по крайней мере, две могущественнейшие на Диске ведьмы: знаменитая Алисон Ветровоск и сама Эсмеральда, а также аркканцлер Незримого Университета в Анк-Морпорке Гальдер Ветровоск. Старшая сестра Эсмеральды — Лили Ветровоск, также обладала сильными магическими способностями и являлась Крёстной Феей Золушки.
Эсмеральда Ветровоск — высокая худощавая женщина с седыми волосами, обычно носит их собранными в тугой пучок. У неё прекрасный цвет лица и она, несмотря на страсть к сладкому печенью, сохранила все зубы. Глаза матушки ярко-голубого цвета, а взгляд пронзителен. Нос у Эсмеральды несколько длинноват. Она обычно носит выцветшее от старости чёрное платье с потрёпанным подолом, тяжёлые стоптанные башмаки и собственноручно сделанную шляпу. У неё есть метла гномьей работы, настолько старая, что для того, чтобы взлететь на ней, необходимо как следует разбежаться.
Эсмеральда Ветровоск живёт в Ланкре в местечке под названием Дурной Зад (англ. Bad Ass). Матушка — её ведьмовской «титул», к ней так обращаются практически все жители Ланкра, кроме её подруги, Гиты Ягг, которая зовёт её Эсме.
Она никогда не была замужем, однако известно, что в молодости у неё были романтические отношения с нынешним аркканцлером Незримого Университета Наверном Чудакулли.
Матушка, как и все деревенские ведьмы, «курирует» несколько окрестных деревенек. Однако, она считает своим полноправным владением все королевство Ланкр, а также те места, в которых ей приходится бывать.
Матушка Ветровоск непоколебимо уверена в своих силах. Как она сама говорит: «Я никогда не стала бы тем, кем являюсь, если бы думала, что могу проиграть». При этом, по словам Гиты Ягг, имеет довольно ограниченную магическую силу, что с лихвой компенсирует упорным трудом. Имея все задатки «злой» ведьмы, она, тем не менее, стала «хорошей» назло природе. Она «всегда старается стоять лицом к свету». В какой-то степени, она была вынуждена стать «хорошей», чтобы уравновесить свою старшую сестру Лили, ставшую классической злодейкой.
Матушка Ветровоск даёт людям то, что им действительно необходимо. Общаясь с людьми она говорит ровно то, что они способны воспринять, а не пытается объяснить, как все на самом деле. Так, например, когда деревенская ведьма мисс Левел объясняла крестьянам, что нельзя рыть уборную поблизости от колодцев из-за микроскопических существ, попадающих в питьевую воду и вызывающих заболевания, её слова не производили никакого впечатления на жителей деревни. Но стоило матушке Ветровоск сказать, что запахи привлекают злобных гоблинов, которые отравляют воду, и уже через полчаса несколько человек принялись рыть новые ямы для уборных как можно дальше от колодца.
Матушку Ветровоск уважают и боятся, но мало кто любит. Она ведьма для «тяжёлых» случаев — когда слишком сильна боль, когда надо сделать трудный выбор между жизнью и смертью, когда все надежды потеряны. Её стальная воля и острый ум способны справиться практически с любой напастью — с магией зеркал, с эльфами, вампирами и даже с самим Смертью.
Она обладает также очень сильным внутренним «маяком» — если она хочет быть заметной, то этот сигнал проявляется настолько громко, что отражается эхом от окрестных гор. Когда матушка Ветровоск входит в лес, волки и медведи выбегают из него с другой стороны. Но если матушка хочет быть незаметной, она сливается с фоном и люди просто забывают о её присутствии.
В большинстве книг матушка является неофициальной главой небольшого шабаша, состоящего из трёх ведьм. Вторая — Гита Ягг, третья — Маграт Чесногк. Приключения этих трёх дам описаны в книгах «цикла о Ведьмах»: «Вещие сестрички», «Ведьмы за границей», «Дамы и господа». В романах «Маскарад» и «Carpe Jugulum. Хватай за горло» в качестве третьей (иногда четвёртой) ведьмы выступает Агнесса Нитт.
Умирает в последней книге серии, «Короне пастуха».

## Ведовство
Несмотря на то, что в настоящее время матушка является самой могущественной ведьмой на Диске, она редко использует магию. Вместо магии она предпочитает «головологию» — в некотором роде, здравый смысл, позволяющей внушать людям то, во что им необходимо поверить для успеха какого-либо предприятия.
Из всех видов магии она наиболее сильна в «заимствовании» — способности перемещать своё сознание в чужой разум, например, птицы или животного. Используя чужие глаза и уши, матушка способна следить за происходящим на большом расстоянии от своего дома. Матушка способна даже «позаимствовать» целый улей пчёл, что является признаком высшего мастерства — насколько известно, ни у одной ведьмы это не получалось.
Матушка Ветровоск презирает магию, совершаемую явным, демонстративным путём — с помощью амулетов, волшебных палочек, магических кругов и так далее. Так, она использует блюдечко с чернилами вместо хрустального шара, когда она хочет увидеть отдалённые места. Не любит она и магию волшебников, которую презрительно называет «гимметрией».
Противоположностью Матушки является миссис Иервиг, с которой у неё что-то вроде соперничества.

## Дом матушки Ветровоск
Она живёт неподалёку от деревни Дурной Зад в традиционном ведьминском доме. Дом выполнен в так называемом «простонародном стиле» — кажется, что он вылез из под земли, словно гриб, а не был построен. Передняя дверь всегда на запоре, и в дом обычно попадают через заднюю.
В доме есть маленькая кухня, выложенная каменными плитками. В огромном кухонном очаге нет даже плиты, над огнём на крюке висит закопчённый чайник. Каминная решётка, специально сделанная для матушки деревенским кузнецом, украшена изображениями ёжиков. На каминной полке стоят старые часы, доставшиеся матушке по наследству от её матери. Перед очагом лежит тряпичный коврик и стоит полуразвалившееся кресло-качалка.
В жилой комнате совсем мало мебели — стол и стулья, комод, в котором хранится ящичек с матушкиными сувенирами, старый сундук и пара подсвечников. На стене висит потрескавшееся зеркало. Все вещи старые, некоторые даже выглядят так, словно они никогда не были новыми.
В ящике с сувенирами хранятся связка писем (от Наверна Чудаккули) и перо феникса в бутылке. У матушки почти что нет никаких личных вещей. Известно, что у неё был чайный сервиз из серебра, который, однако, расплавили, чтобы сделать из него подковы для единорога (события книги «Дамы и господа»).
Узкая лестница из кухни ведёт в маленькую спальню. Узкая кровать покрыта лоскутным одеялом, подаренным матушке матерью Эскарины Смит (события книги «Творцы заклинаний»). Штукатурка на потолке потрескалась и осыпается. В комнате стоит умывальник с кувшином и тазиком.
Вокруг дома разбит садик, в котором растут различные лекарственные, и не только, растения. Трава в садике очень густая и высокая, и склонна раскачиваться при полном отсутствии ветра. Случайные прохожие клянутся, что цветы поворачиваются за ними и смотрят им вслед. В саду есть также несколько ягодных кустов, чьи саженцы были подарены матушке соседями — просто из добрых побуждений. Также из добрых побуждений, как принято считать, матушку любят угощать свежевыпеченными хлебами, молочными продуктами и другими дарами щедрой Ланкрской земли.
Матушка разводит коз и держит несколько пчелиных ульев — ради мёда, воска и сплетен.
За садом находится Матушкина Уборная, в которой на гвоздике висит ключ от дома. На другом гвоздике висит половина «Ещегодника».

## Книги
Матушка появляется в следующих книгах:
- «Творцы заклинаний»;
- «Вещие сестрички»;
- «Ведьмы за границей»;
- «Дамы и Господа»;
- «Маскарад»;
- «Carpe Jugulum. Хватай за горло»;
- «Маленький свободный народец»;
- «Шляпа, полная неба»;
- «Господин Зима»;
- «Платье цвета полуночи»;
- «Пастушья корона»;

и в рассказе:
- «Море и рыбки».

## Экранизация
По роману «Вещие сестрички» (англ. Wyrd Sisters) студией Cosgrove Hall был создан одноимённый мультфильм для Channel 4.

## Влияние
В интервью журналу «Мир фантастики» художник Пол Кидби, иллюстрировавший романы Терри Пратчетта, назвал Матушку Ветровоск в числе своих любимых персонажей из цикла «Плоский Мир», в которых он находит глубину и многогранность характеров.
Владимир Пузий, постоянный автор журнала «Мир фантастики», сравнивал с Матушкой Ветровоск главную героиню книги Грэма Джойса «Правда жизни».
В честь бабки Эсмеральды Ветровоск назван один из релизов Докувики.